# Тунис на Светском првенству у атлетици у дворани 2022.
Тунис је учествовао на 18. Светском првенству у атлетици у дворани 2022. одржаном у Београду од 18. до 20. марта. Ово је 8 светско првенство на којем је Тунис учествовао. Репрезентацију Туниса је представљао 1 атлетичар који се такмичио у трци на 3.000 метара.,
На овом првенству представник Туниса није освојио ниједну медаљу нити је остварио неки резултат.

## Учесници
Мушкарци:
- Ахмед Јазири — 3.000 метара

## Резултати

### Мушкарци
| Атлетичар    | Дисциплина | Лични рекорд | Квалификације | Квалификације | Финале               | Финале       | Детаљи |
| Атлетичар    | Дисциплина | Лични рекорд | Резултат      | Место         | Резултат             | Место        | Детаљи |
| ------------ | ---------- | ------------ | ------------- | ------------- | -------------------- | ------------ | ------ |
| Ахмед Јазири | 3.000 м    | 7:47,34 НР   | 7:58,44       | 9. у гр. 2    | Није се квалификовао | 22 / 33 (34) |        |